# Schüller
Schüller település Németországban, Rajna-vidék-Pfalz tartományban. Lakosainak száma 318 fő (2023. december 31.).

## Népesség
A település népességének változása:
| Lakosok száma | 375  | 305  | 300  | 293  | 290  | 318  |
|               | 1975 | 2017 | 2019 | 2021 | 2022 | 2023 |